# 드보락 기법

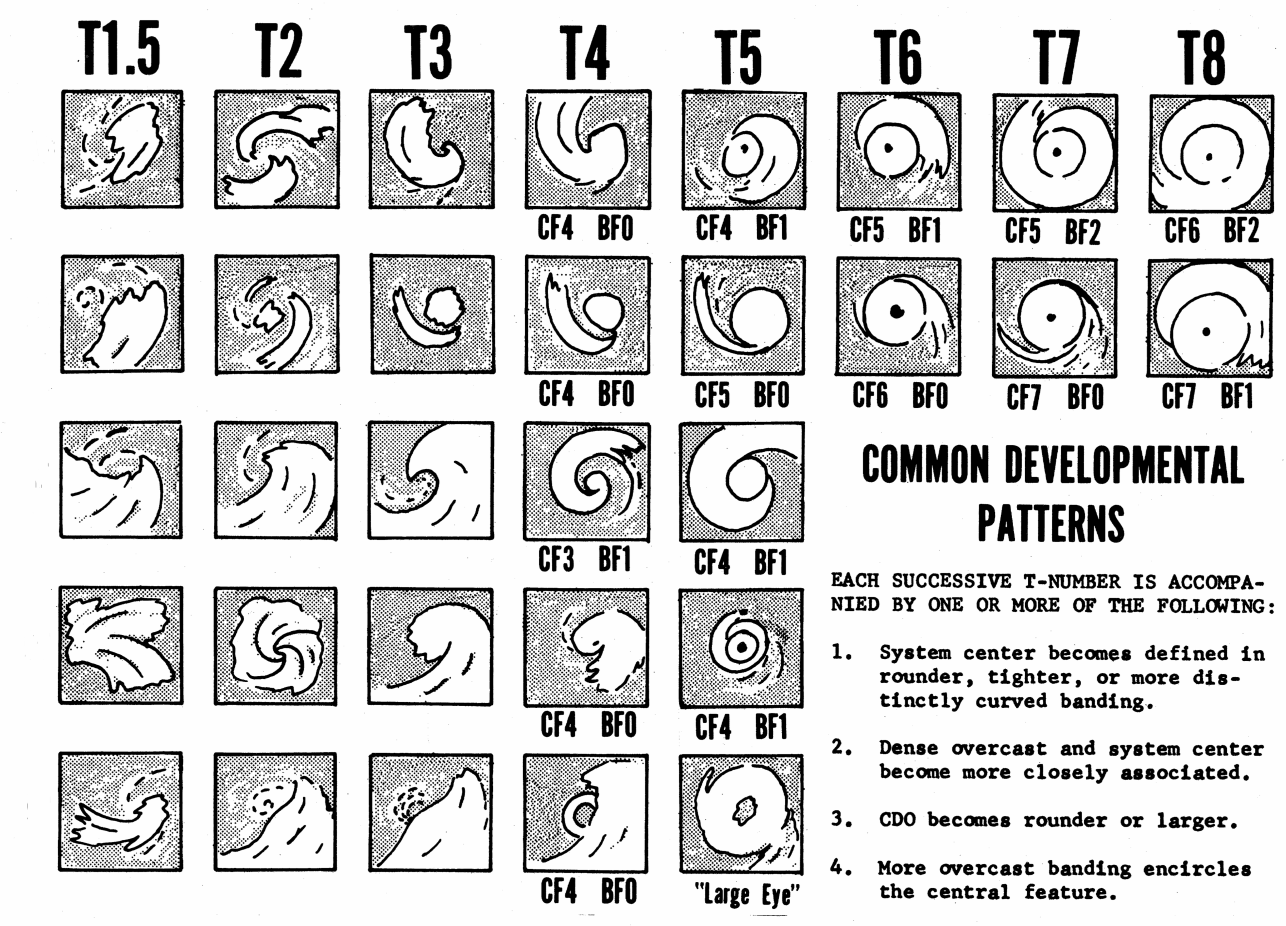
열대 저기압 발달 중에 나타나는 일반적인 발달 패턴과 드보락이 지정한 강도

드보락 기법(Dvorak technique)은 가시광선 및 적외선 위성 영상만을 기반으로 열대성 저기압의 강도(열대성 저압부, 열대성 폭풍, 허리케인/태풍/강한 열대성 저기압의 강도를 포함)를 추정할 때 널리 사용되는 체계이다. 1969년부터 1984년 사이에 버논 드보락이 개발하였다. 드보락 위성 강도 추정 체계 내에서 저기압은 그 강도의 상한선과 하한선을 정의하는 여러 시각적 패턴을 보일 수 있다. 주요 패턴으로는 곡선 띠 패턴(T1.0-T4.5), 시어 패턴(T1.5-T3.5), 중심부 밀집 구름층(CDO) 패턴(T2.5-T5.0), 중심부 한랭 구름층(CCC) 패턴, 띠 형태의 눈 패턴(T4.0-T4.5), 눈 패턴(T4.5-T8.0)이 있다.
중심부 밀집 구름층과 내장형 눈 패턴은 모두 CDO의 크기를 활용한다. CDO 패턴 강도는 최소 열대성 폭풍 강도(시속 65 km, 40 mph)에 해당하는 T2.5에서 시작된다. 중심부 밀집 구름층의 형태 또한 고려 대상이다. 눈 패턴은 주변 뇌우대의 구름 정상부 온도와 눈 내부의 온도를 대조한다. 이 온도차가 클수록 열대성 저기압의 강도가 더 세다. 패턴이 식별되면 띠 형태의 길이와 곡률 같은 폭풍의 특징을 추가로 분석하여 특정 T 숫자에 도달한다. CCC 패턴은 빠르게 발달하는 특징과 관련된 차가운 구름 정상부에도 불구하고 발달이 거의 일어나지 않음을 나타낸다.
미국 국립 허리케인 센터의 열대기상분석예보과(TAFB), 미국 해양대기청/국립 환경위성자료 정보국의 위성분석과(SAB), 하와이 진주만의 해군기상해양사령부 소속 합동태풍경보센터를 포함한 여러 기관이 열대성 저기압과 그 전조 현상에 대한 드보락 강도 수치를 발표한다.

## 기법의 발전

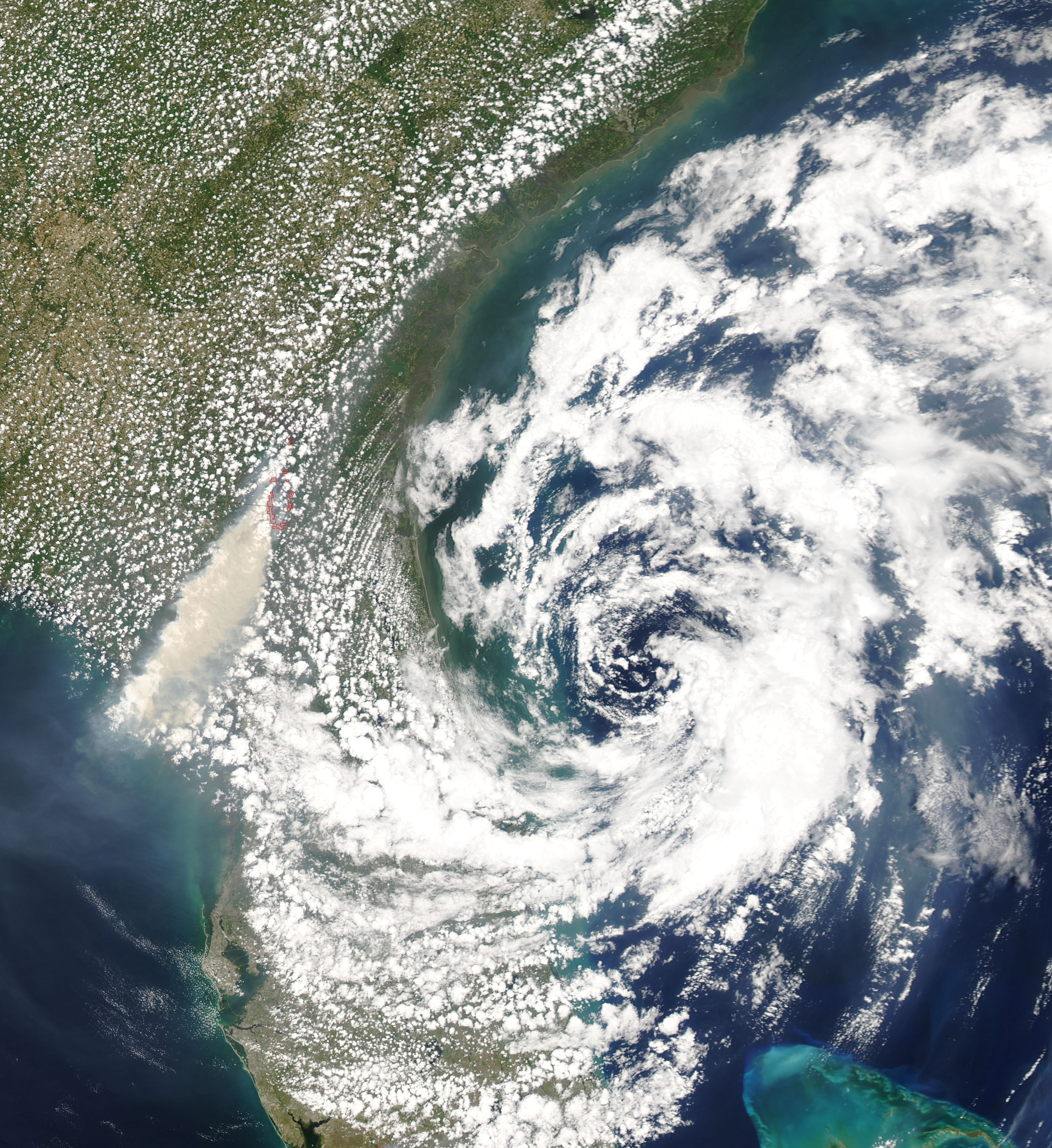
이 기법은 열대성 저기압에만 적용되기 때문에 아열대성 폭풍 안드레아와 같은 폭풍의 강도는 정확히 진단하지 못한다.

이 기법의 초기 개발은 1969년 버논 드보락에 의해 이루어졌으며, 북서태평양의 열대성 저기압 위성 사진을 활용했다. 초기에 구상된 이 체계는 구름 특징을 발달 및 소멸 모델과 대조하는 방식을 포함했다. 1970년대와 1980년대를 거치며 이 기법이 성숙해지면서, 구름 특징의 측정이 열대성 저기압의 강도와 저기압 구역의 중심 기압을 정의하는 데 주된 방식이 되었다. 적외선 위성 영상의 사용은 눈을 가진 열대성 저기압의 강도를 보다 객관적으로 평가하게 했는데, 눈벽 내 구름 정상부 온도를 측정하고 이를 눈 자체 내의 따뜻한 온도와 대조하는 방식을 사용했다. 단기 강도 변화에 대한 제약은 1970년대와 1980년대에 비해 덜 자주 사용된다. 열대성 저기압에 할당된 중심 기압은 수정이 필요했는데, 이는 원래의 추정치가 대서양에서는 5-10 hPa(0.15-0.29 inHg)만큼 너무 낮았고 북서태평양에서는 최대 20 hPa(0.59 inHg)만큼 너무 높았기 때문이다. 이로 인해 1975년 앳킨슨과 홀리데이가 고안하고 1977년에 수정된, 북서태평양을 위한 별도의 풍속-기압 관계가 개발되었다.
인간 분석가들이 이 기법을 사용할 때 주관적 편향이 발생하기 때문에, 컴퓨터 프로그램을 사용하여 더 객관적인 추정을 하려는 노력이 이루어졌고, 이는 더 높은 해상도의 위성 영상과 더 강력한 컴퓨터의 도움을 받았다. 열대성 저기압의 위성 패턴이 시간에 따라 변동할 수 있기 때문에, 자동화된 기법들은 더 신뢰할 수 있는 강도 추정을 위해 6시간 평균 기간을 사용한다. 객관적 드보락 기법의 개발은 1998년에 시작되었는데, 이는 눈을 가진 열대성 저기압(허리케인이나 태풍 강도)에서 가장 좋은 성능을 보였다. 여전히 수동으로 중심을 배치해야 했기 때문에 과정에 일부 주관성이 남아있었다. 2004년까지 발전된 객관적 드보락 기법이 개발되었는데, 이는 허리케인 강도 미만 시스템에 대해 띠 형태 특징을 활용하고 열대성 저기압의 중심을 객관적으로 결정했다. 2004년에는 대류권계면의 경사와 위도에 따라 변하는 구름 정상부 온도와 관련된 중심 기압 편향이 발견되었고, 이는 객관적 기법 내의 중심 기압 추정을 개선하는 데 도움을 주었다.

## 기법의 상세
| T-넘버 | 1분 지속 풍속 | 1분 지속 풍속 | 1분 지속 풍속 | 등급 (새피어-심프슨 허리케인 풍력 등급) | 최저 기압 (밀리바) | 최저 기압 (밀리바) |
| T-넘버 | (노트)        | (mph)         | (km/h)        | 등급 (새피어-심프슨 허리케인 풍력 등급) | 대서양             | 북서태평양         |
| --- | ------------- | ------------- | ------------- | --------------------------------------- | ------------------ | ------------------ |
| 1.0 – 1.5 | 25            | 29            | 45            | 열대저압부 미만                         | ----               | ----               |
| 2.0 | 30            | 35            | 55            | 열대저압부                              | 1009               | 1000               |
| 2.5 | 35            | 40            | 65            | 열대폭풍                                | 1005               | 998                |
| 3.0 | 45            | 52            | 83            | 열대폭풍                                | 1000               | 991                |
| 3.5 | 55            | 63            | 102           | 열대폭풍-1등급                          | 994                | 984                |
| 4.0 | 65            | 75            | 120           | 1등급                                   | 987                | 976                |
| 4.5 | 77            | 89            | 143           | 1등급-2등급                             | 979                | 966                |
| 5.0 | 90            | 104           | 167           | 2등급-3등급                             | 970                | 954                |
| 5.5 | 102           | 117           | 189           | 3등급                                   | 960                | 941                |
| 6.0 | 115           | 132           | 213           | 4등급                                   | 948                | 927                |
| 6.5 | 127           | 146           | 235           | 4등급                                   | 935                | 915                |
| 7.0 | 140           | 161           | 260           | 5등급                                   | 921                | 898                |
| 7.5 | 155           | 178           | 287           | 5등급                                   | 906                | 879                |
| 8.0 | 170           | 196           | 315           | 5등급                                   | 890                | 858                |
| 8.5† | 185           | 213           | 343           | 5등급                                   | 873                | 841                |
| 참고: 북서태평양 분지의 기압이 전반적으로 대서양 분지보다 낮기 때문에, 북서태평양 분지에 표시된 기압이 더 낮다. †8.1-8.5 값은 기상위성연구협력연구소(CIMSS)와 미국해양대기청(NOAA)의 자동화된 고급 드보락 시스템에서만 할당되며 주관적 분석에는 사용되지 않는다. |               |               |               |                                         |                    |                    |

발달하는 저기압에서 이 기법은 비슷한 강도의 저기압들이 특정한 특징적 모습을 가지는 경향이 있으며, 강화됨에 따라 예측 가능한 방식으로 외관이 변화하는 경향이 있다는 사실을 활용한다. 24시간 동안 열대성 저기압의 구조와 조직을 추적하여 폭풍이 약화되었는지, 강도를 유지했는지, 또는 강화되었는지를 판단한다. 다양한 중심부 구름과 띠 형태의 특징들을 전형적인 폭풍 패턴과 그에 연관된 강도를 보여주는 템플릿과 비교한다. 가시적인 눈 패턴을 가진 저기압에 대해 적외선 위성 영상을 이용할 수 있다면, 이 기법은 따뜻한 눈과 주변의 차가운 구름 정상부 간의 온도차를 이용하여 강도를 판단한다(더 차가운 구름 정상부는 일반적으로 더 강한 폭풍을 나타낸다). 각각의 경우에 "T-숫자"(열대 숫자의 약자)와 현재 강도(CI) 값이 폭풍에 할당된다. 이러한 측정값은 1(최소 강도)에서 8(최대 강도) 사이의 범위를 가진다. T-숫자와 CI 값은 약화되는 폭풍의 경우를 제외하고는 동일한데, 이 경우 CI가 더 높다. 약화되는 시스템의 경우, CI는 12시간 동안 열대성 저기압 강도로 유지되지만, 미국 국립 허리케인 센터의 연구에 따르면 6시간이 더 합리적이라고 한다. 오른쪽의 표는 주어진 T-숫자에 해당하는 대략적인 지상 풍속과 해면 기압을 보여준다. 열대성 저기압이 24시간 동안 변화할 수 있는 강도는 하루당 2.5 T-숫자로 제한된다.

### 패턴 유형
드보락 위성 강도 추정 체계 내에서 저기압은 그 강도의 상한선과 하한선을 정의하는 여러 시각적 패턴을 보일 수 있다. 주요 패턴으로는 곡선 띠 패턴(T1.0-T4.5), 시어 패턴(T1.5-T3.5), 중심부 밀집 구름층(CDO) 패턴(T2.5-T5.0), 띠 형태의 눈 패턴(T4.0-T4.5), 눈 패턴(T4.5-T8.0), 그리고 중심부 한랭 구름층(CCC) 패턴이 있다. 중심부 밀집 구름층과 내장형 눈 패턴은 모두 CDO의 크기를 활용한다. CDO 패턴 강도는 최소 열대성 폭풍 강도(시속 64 km, 40 mph)에 해당하는 T2.5에서 시작된다. 중심부 밀집 구름층의 형태 또한 고려된다. 중심이 CDO 안으로 더 깊이 들어갈수록, 더 강한 것으로 간주된다. 최대 지속 풍속이 시속 105 km(65 mph)에서 160 km(100 mph) 사이인 열대성 저기압은 가시광선 및 적외선 위성 영상에서 중심부 밀집 구름층의 구름으로 인해 순환의 중심이 가려질 수 있어, 강도 진단이 어려워진다.
CCC 패턴은 짧은 시간 내에 열대성 저기압 중심 근처의 대류 구역에서 퍼져 나가는 두꺼운 권운 구름의 큰 덩어리가 빠르게 발달하는 것으로, 미미한 발달을 나타낸다. 이것이 발달하면, 열대성 저기압 주변의 비구름대와 구름선이 약화되고 두꺼운 구름 방패가 순환 중심을 가린다. CDO 패턴과 비슷해 보이지만, 거의 관찰되지 않는다.
눈 패턴은 주변 뇌우대의 구름 정상부 온도와 눈 자체 내의 온도를 대조한다. 이 온도차가 클수록 열대성 저기압의 강도가 더 세다. 열대성 저기압 내의 바람은 또한 수분 간격으로 사진이 촬영되는 신속 스캔 정지 위성 영상을 사용하여 CDO 내의 특징들을 추적함으로써 추정할 수 있다.
패턴이 식별되면 띠 형태의 길이와 곡률 같은 폭풍의 특징을 추가로 분석하여 특정 T-숫자에 도달한다.

## 사용
미국 국립 허리케인 센터의 열대기상분석예보과(TAFB), 미국 해양대기청의 위성분석과(SAB), 하와이 진주만의 해군태평양기상해양센터 소속 합동태풍경보센터를 포함한 여러 기관이 열대성 저기압과 그 전조 현상에 대한 드보락 강도 수치를 발표한다.

미국 국립 허리케인 센터는 열대성 저기압 관련 보고서에서 드보락 T-숫자를 자주 인용한다. 다음은 2005년 대서양 허리케인 시즌의 열대성 저압부 24호(후에 허리케인 윌마)에 대한 토의 3호의 예시이다.
```
TAFB와 SAB 모두 드보락 위성 강도 추정치를 T2.5/35 노트로 보고했다. 그러나... 이러한 큰 발달성 저기압 시스템의 지상 풍속장은 흔히 위성 신호보다 약 12시간 뒤처지는 경향이 있다. 따라서... 초기 강도는 30 노트로만 증가시켰다.
```

이 경우 드보락 T-숫자(여기서는 T2.5)는 단순히 지침으로만 사용되었고, 다른 요인들이 국립 허리케인 센터가 이 시스템의 강도를 설정하는 방식을 결정했음에 주목해야 한다.
위스콘신-매디슨 대학교의 기상위성연구협력기구(CIMSS)는 객관적 드보락 기법(ODT)을 개발했다. 이는 드보락 기법의 수정 버전으로, CI 숫자를 도출하기 위해 주관적인 인간의 해석 대신 컴퓨터 알고리즘을 사용한다. 이는 일반적으로 열대성 저압부나 약한 열대성 폭풍에는 적용되지 않는다. 중국기상국(CMA)은 가까운 미래에 1984년 표준 버전의 드보락 기법을 사용하기 시작할 것으로 예상된다. 인도 기상청(IMD)은 대류 최대 시기인 이른 아침 시간대에 적외선 영상에서 도출된 추정치가 높게 편향된다고 판단하여 적외선 영상보다 가시광선 영상을 선호한다. 일본 기상청(JMA)은 가시광선 영상 버전보다 적외선 버전의 드보락 기법을 사용한다. 홍콩 천문대와 JMA는 열대성 저기압이 육상에 상륙한 후에도 드보락 기법을 계속 사용한다. 여러 센터는 최대 현재 강도를 6~12시간 동안 유지하지만, 급격한 약화가 명백할 때는 이 규칙을 무시한다.
시민과학 사이트인 싸이클론 센터는 1970년 이후의 열대 기상을 분류하기 위해 수정된 버전의 드보락 기법을 사용한다.

열대성 폭풍과 허리케인의 위성 영상과 관련 T-넘버
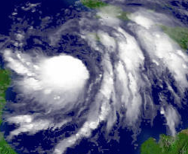
열대성 폭풍 윌마, T3.0
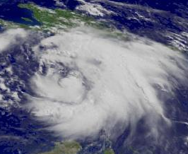
열대성 폭풍 데니스, T4.0
허리케인 진, T5.0
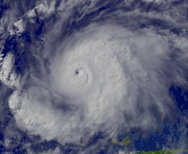
허리케인 에밀리, T6.0

## 장점과 단점
이 기법 사용의 가장 큰 장점은 항공기 정찰이 불가능하거나 정기적으로 이용할 수 없는 지역에서 열대성 저기압 강도에 대한 더 완전한 기록을 제공했다는 것이다. 현재 최대 지속 풍속의 강도 추정은 절반의 경우에서 항공기가 측정할 수 있는 수치의 시속 8.0km(5mph) 이내에 있다. 다만 중간 정도의 열대성 폭풍 강도(시속 97km, 60mph)와 약한 허리케인 또는 태풍 강도(시속 160km, 100mph) 사이의 시스템 강도 할당이 가장 불확실하다. 이러한 전반적인 정확도가 항상 유지된 것은 아니었는데, 1972년부터 1977년 사이에 이 기법의 개선으로 인해 강도가 최대 시속 32km(20mph)까지 변경되었다. 이 방법은 열대성 저기압 강도의 급격한 증가나 감소를 제한한다는 점에서 내부적으로 일관성이 있다. 일부 열대성 저기압은 규칙이 허용하는 하루당 2.5 T-숫자보다 더 큰 폭으로 강도가 변동하는데, 이는 이 기법의 단점이 될 수 있으며 1980년대 이후로 이러한 제약이 때때로 포기되는 결과를 낳았다. 위성 영상의 가장자리나 주변부 근처에 작은 눈을 가진 시스템은 이 기법을 사용할 때 실제보다 약하게 편향될 수 있는데, 이는 극궤도 위성 영상을 사용함으로써 해결할 수 있다. 아열대성 저기압의 강도는 드보락 기법으로 판단할 수 없어서 1975년에 헤버트-포티트 기법이 개발되었다. 온대성 전이를 겪으며 뇌우 활동을 잃어가는 저기압은 드보락 기법을 사용할 때 강도가 과소평가된다. 이로 인해 이러한 상황에서 사용할 수 있는 밀러와 랜더의 온대성 전이 기법이 개발되었다.

## 같이 보기
열대성 저기압의 강도를 판단하는 그 밖의 도구들
- QuikSCAT
- 열대 강우 관측위성